# Lugrin
Lugrin település Franciaországban, Haute-Savoie megyében. Lakosainak száma 2536 fő (2022. január 1.). Lugrin Bernex, Maxilly-sur-Léman, Meillerie, Saint-Paul-en-Chablais és Thollon-les-Mémises községekkel határos.

## Népesség
A település népességének változása:
| Lakosok száma | 2366 | 2386 | 2476 | 2435 | 2470 | 2504 | 2511 | 2513 | 2536 |
|               | 2013 | 2015 | 2016 | 2017 | 2018 | 2019 | 2020 | 2021 | 2022 |